# مها نزيه الحسيني
مها نزيه الحسيني صحفية فلسطينية وناشطة في مجال حقوق الإنسان مقيمة في غزة، وهي مديرة الاستراتيجيات في المرصد الأورومتوسطي لحقوق الإنسان في جنيف،  وعضو في شبكة ماري كولفين للصحفيات. بدأت حياتها المهنية في الصحافة بتغطية الحملة العسكرية الإسرائيلية على قطاع غزة في يوليو 2014.

## الحياة التعليمية والوظيفية
في عام 2013، حصلت الحسيني على درجة البكالوريوس في الأدب الإنجليزي والفرنسي من جامعة الأزهر في غزة، وتخرجت لاحقًا بدرجة الماجستير في العلوم السياسية من جامعة الأزهر (2018).
تكتب الحسيني لعدة صحف عالمية أبرزها "ميدل إيست آي"،  "الإنسانية الجديدة"  و"روري بيك". 
قبل عملها في مجال حقوق الإنسان، عملت مها حسيني كمراسلة في مناطق النزاع حيث كتبت عن انتهاكات حقوق الإنسان في الأراضي الفلسطينية.
حتى عام 2019، شغلت الحسيني منصب المدير التنفيذي للمكتب الإقليمي الأورومتوسطي في الأراضي الفلسطينية. ثم بين عامي 2019 - 2021، شغلت الحسيني منصب المدير التنفيذي لشركة Impact International للسياسات الدولية ومقرها لندن.   في عام 2021، عادت الحسيني للعمل في المرصد الأورومتوسطي لحقوق الإنسان، وشغلت في ذلك الوقت منصب المدير الاستراتيجي للمنظمة. 
بالإضافة إلى عملها في المنظمات الحقوقية، تعمل الحسيني كصحافية مستقلة في جريدتي "ميدل إيست آي" و "الإنسانية الجديدة" حيث تغطي أخبار الصراع وتأثيره على سكان قطاع غزة. بحكم عملها في مجال حقوق الإنسان، فهي ناشطة في تنظيم المشاركة الأورومتوسطية في مجلس حقوق الإنسان، وإلقاء بيانات شفوية حول حالة حقوق الإنسان في مجلس حقوق الإنسان التابع للأمم المتحدة.
بالإضافة إلى ذلك، تظهر الحسيني بانتظام على القنوات الفضائية والقنوات الإعلامية والصحف الإخبارية التي تجري معها مقابلات حول الوضع الإنساني في الأراضي الفلسطينية، بما في ذلك قناة الجزيرة، وتلفزيون العربي، ووكالة الأناضول، والعربي العربي. جديد وكوفية. 

## الجوائز الدولية
في عام 2020، فازت الحسيني بجائزة مارتن أدلر لعملها كصحفية مستقلة.
وفي حزيران من عام 2024، حصلت على "جائزة الشجاعة الصحافية" المقدمة من المؤسسة الإعلامية النسائية الدولية "IWMF"، تقديراً لتقاريرها التي قدمتها لموقع "ميدل إيست آي" البريطاني حول الحرب في غزة. لكن جرى سحب الجائزة المذكورة منها بعد نحو أسبوع من منحها إياها بحسب إعلان المؤسسة التي تتخذ من واشنطن مقراً لها، حيث جاء فيه: "المؤسسة أخذت علماً، خلال الساعات الـ24 الماضية، بتعليقات أدلت بها مها الحسيني خلال السنوات الماضية، والتي تتعارض مع قيم المؤسسة .. نتيجة لذلك، سحبنا منها جائزة الشجاعة في الصحافة التي كانت قد مُنحت لها"، وشددت على أن مهمتها والجوائز التي تمنحها أساسها "النزاهة ومعارضة التعصب"، وأنها "لم ولن تتغاضى أو تدعم الآراء أو البيانات التي لا تلتزم بهذه المبادئ".

## أنظر أيضاً
- رولا حسنين